# Jørgen Peder Hansen
Jørgen Peder Hansen (* 2. Dezember 1923 auf Thurø; † 15. Februar 1994) war ein dänischer Minister und Folketingsabgeordneter.

## Leben
Von 1958 bis 1961 war Hansen Vorsitzender der Parteiabteilung in Svendborg und 1960 bis 1963 für den Svendborgkreis. Dort wurde er auch 1960 für die Folketingswahl aufgestellt. 1965 bis 1972 war er Mitglied des Europarates.
Vom 13. Februar 1975 bis zum 30. August 1978 war Hansen Grönland- und Kirchenminister im Kabinett Jørgensen II, anschließend war er Grönlandminister im Kabinett Jørgensen III bis zum 26. Oktober 1979, darauf war er Grönland- und Kirchenminister im Kabinett Jørgensen IV bis zum 20. Januar 1981. Auf beiden Posten folgte ihm Tove Lindbo Larsen nach.
Nach seiner Zeit als Abgeordneter war er von 1981 bis 1993 war er dänischer Generalkonsul in Flensburg.